# Servius Maurus Honoratus
Servius Maurus (vagy Marius) Honoratus, általánosan elterjedt nevén Servius (4. század), római nyelvész.

## Élete
Római tartózkodása a 4. század második felére tehető, amikor mint a grammatika és retorika tanára működött. Ezt onnan tudjuk, hogy Ambrosius Theodosius Macrobius Saturnalia című munkájában is szerepel, amelynek cselekménye 385 előtt játszódik. Tagja volt az úgynevezett Symmachus-körnek, amelynek vezetője Anicius Probinus Symmachus volt.
Servius kommentárt írt Donatus grammikájához, s értelmezései új színfolttal gazdagították a 4. századi grammatikai irodalmat (vö. GL 4, 405. skk.). Neve alatt több verstani munka is fennmaradt, de ezeknek hitelessége kétséges. Világhírnevét az iskolai célra készített Vergilius-kommentárjainak köszönheti, amelyben nemcsak Vergilius műveit értelmezi, hanem az antik kultúra foglalatának tekinthető. Ezen munkája azért is jelentős, mert számos történelmi, mitológiai, művelődéstörténeti, régiségtani, régészeti adalék található benne, valamint több, mára már elveszett mű részleteit is tartalmazza. A munka két változatban maradt ránk, egyes kutatók a rövidebbet tartják valódinak. A másik, jóval terjedelmesebb változatot egy számunkra ismeretlen személy számos, hitelesnek tűnő forrásból vett adattal bővítette. Servius ezen kívül érdemeket szerzett Juvenalis újrafelfedezésével és szatíráinak kiadásával is. A középkorban nagy népszerűségnek örvendett, s egyik forrása volt a magyar Trója-regénynek is. Vergilius-kommentárját Huszti Péter használta fel korai Aeneis-fordításához. (A mű Bártfán jelent meg, 1582-ben, Gutgesell Dávid nyomtatásában.)

## Művei (illetve amit neki tulajdonítottak)

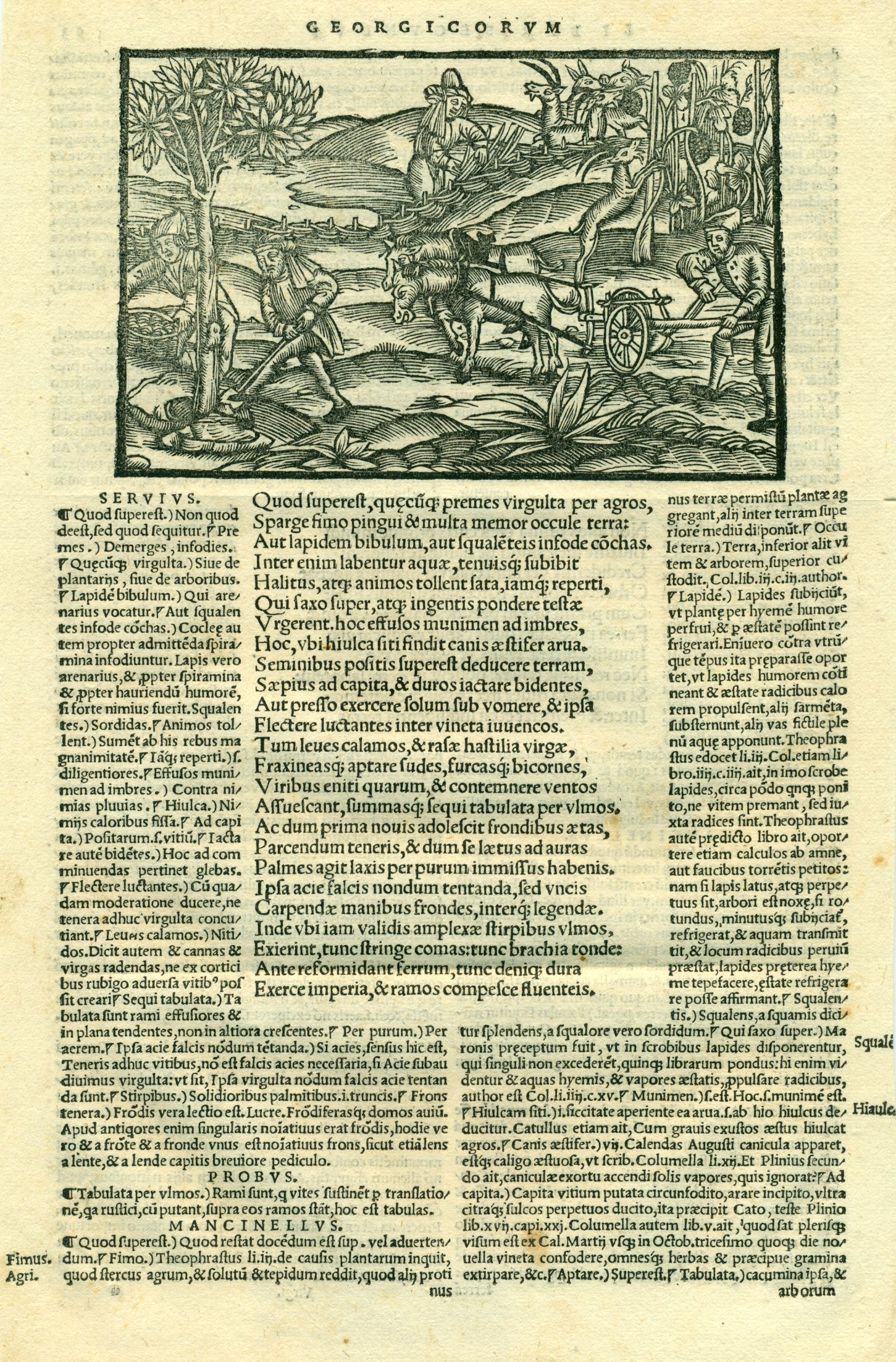
16. századi Vergilius kiadás oldalt Servius magyarázataival

- Explanatio in artem Donati (Magyarázat Donatus tankönyvéhez)
- De finalibus (A szavak utolsó szótagjáról)
- De centum metris (Száz metrum, példákkal)
- De metris Horatii (Horatius metrumai)
- Görög-latin glosszárium
- Aeneis [Aeneas élete]

## Kiadások
- Commentarii in Virgilii Maronis opera. (Venetiis), Christophorus Valdarffer, 1471. (könyvészeti azonosítás: Hain, 14706.)
- Daniel, Pierre (1600)
- Burmann, Peter (1746)
- Lion (1826)
- Hagen, Hermann-Thilo, Georg: Servii grammatici qui feruntur in Vergilii carmina commentarii (1-3. kötet, 1881-1987)
- Keil, H.: Grammatici Latini. I-VII. (Lipcse, 1857-1874), 4. kötetben: verstani munkák
- Rand, E. K.-Stocher, A. F.:Serwianorum (sic!) in Vergilii carmina commentarii (2-3. kötet, 1946-1965)
- Holtz, L.: Donate et la tradition de l’enseigment grammatical (Párizs, 1981)
- Boronkai István: A régi Római napjai (antológia, Budapest, 1968, 98. p.) – 1 részlet
- Lóránth I.: A római művészet világa (Budapest, 1974, 43., 220. p.) – 2 részlet
- Sarkady János: Görög vallás, görög istenek (Budapest, 1974, 58. p.) – 1 részlet
- Hahn István: Római istenei (Budapest, 1975, 109-110, 156- 157., 183. p.) – 3 részlet